# Pygocoelis dissimilis
Pygocoelis dissimilis är en skalbaggsart som beskrevs av Heinrich Bickhardt 1921. Pygocoelis dissimilis ingår i släktet Pygocoelis och familjen stumpbaggar. Inga underarter finns listade i Catalogue of Life.